# 4453 Bornholm
4453 Bornholm је астероид главног астероидног појаса чија средња удаљеност од Сунца износи 2,988 астрономских јединица (АЈ).
Апсолутна магнитуда астероида је 11,9.